# نور الدين الجزائري
السيّد نور الدين بن نعمة الله الموسوي الجزائري (1677 - 29 ديسمبر 1745) فقيه جعفري و كاتب ديني صفوي إيراني. ولد في شوشتر بخوزستان في عائلة بارزة موسوية عربية. كان والده نعمة الله من علماء عصره فدرس عليه أولًا. ثم تابع دراسته الدينية في أصفهان. ورجع إلى مسقط رأسه بعد وفاة والده، حلّ محلّه في مناصبه الدينية. توفي عن عمر يناهز 68 عامًا. له عدة مؤلفات دينية وكتب فقهية وأدبية، أبرزها «فروع اللغات».

## سيرته
هو نور الدين بن نعمة الله، الموسوي الشوشتري الجزائري. ولد في شوشتر عام 1088 هـ - 1677 م ونشأ فيها. درس على والده أولًا حتى توفي سنة 1701. ذهب برفقة عمه صالح بن عطاء الله إلى مشهد للزيارة العتبة الرضوية، وفي طريقه ذهب إلى أصفهان واستمر تعليمه فيها. تتلمذ على أساتذتها، منهم: محمد بن حسن الحر العاملي، وهو كان أول شيخ أجازه عام 1687، وإسماعيل الحسيني الخاتون أبادي ومحمد صالح بن عبد الواسع الخاتون أبادي وغيرهم حتى برز في الفقه الجعفري.

ثم رجع إلى مسقط رأسه، شوشتر. تولى المناصب الدينية والاجتماعية وحلّ محلّ والده المتوفي. فعمل خطيبًا وإمامًا ونقيبًا ومعلمًا وقاضيًا شرعيًا. قام برحلات عديدة في إيران، وأدى فريضة الحج، وفي الحجاز التقى بعلماءها. ابنه هو عبد الله من تلامذته، وقد ذكر والده في كتابه «تذییل سلافة العصر». 

توفي نور الدين الجزائري ليلة السادس من ذي الحجة 1158 - 29 ديسمبر 1745 عن عمر ناهز 70 عامًا (بالتقويم الهجري) في شوشتر ودفن بالقرب من جامعها الكبير، وكان له مقام يزار. 

## مهنته الأدبية
له عدة مؤلفات دينية وكتب فقهية وأدبية، أبرزها «فروع اللغات» وك تب بعضة نماذج نثرية في آخرها، تترواح موضوعاتها بين الوعظ والحكاية والإخوانية واللغة وغيرها. واعتمد الأسلوب التصنيع البديعي والزخرفة اللفظية، فاستخدم السجع والأجناس والطباق والازدواج والاستعارة والتشبيه، واستشهد كثيرًا بآيات القرآنية، وضمنها أبياتًا عن الشعر والأمثال. برأي عبد الكريم اللامي «وحرص على التناسق النغمي بين الألفاظ والعبارات، فكان يعادل ويقابل بينها ليكسب أسلوبه لونًا موسيقيًا جذابًا قريبًا من الشعر المنظوم وسجعاته قصيرة وألفاظه عذبة، وأحسبه يقلد مذهب ابن العميد في كتابته.»

## آثاره
- «كتاب فی النحو مبسوط إلی باب التمییز»
- «رسالة فی شكوك الصلاة»
- «رسالة فی حل بعض الأحادیث المشكلة»
- «رسالة فی أحكام الطهارات»
- «مفتاح الصحبة فی شرح النخبة»
- «ترجمة الشرح الزبور»
- «ترجمة قصص الأنبیاء»
- «ترجمة وصیة هشام»
- «فروق اللغات»
- «كتاب السیفیة فی اللغز»